# Maszyna zasileniowa
Maszyna energetyczna (zasileniowa) – maszyna, której zadaniem jest przekształcanie (transformowanie, przetwarzanie) zasilenia – energii (choć niezbędny do jej działania jest także przepływ informacji). Rozpatrywana jako źródło zasilenia (energii) jest nazywana generatorem, maszyną napędową lub silnikiem, gdy istotne jest pobieranie przez nią zasilenia i wykonanie pracy – maszyną roboczą. W technice określa się też tak zdefiniowaną maszynę zasileniową (energetyczną), jako po prostu "maszynę" (z dodatkowym warunkiem sztucznego pochodzenia), wyłączając z zakresu pojęcia "maszyna" przetworniki informacji i zawężając zakres pojęcia maszyna energetyczna do maszyn przetwarzających energię mechaniczną na inne rodzaje energii lub przetwarzających inne rodzaje energii na energię mechaniczną (maszyny napędowe – silniki).